# 尾形敏彦
尾形 敏彦（おがた としひこ、1921年10月27日 - ）は、日本のアメリカ文学者、京都大学名誉教授。

## 経歴
東京出身。（旧制）東京高等学校卒、1942年京都帝国大学文学部英文科入学、徴兵で従軍し中国大陸に転戦、復員ののち僧籍をもち1947年卒業、大学院在籍、1948年京大附属医学専門部教授、1951年大阪女子大学助教授、1965年京大教養部助教授、教授、1982年名誉教授、奈良女子大学教授、1984年佛教大学教授、92年退職。弟の尾形克彦 (1924 - ) は工学者、米国ミネソタ大学教授。長男・尾形充彦（あつひこ、1954 - ）は宮内庁技官正倉院勤務。

## 著書
- 『エマスンとソーロウの研究』風間書房 1972
- 『詩人E・A・ポー』山口書店 1987
- 『ウォルドー・エマスン』あぽろん社 1991
- 『文学概論序説』あぽろん社 1997

### 共編著
- 『アメリカ文学』山内邦臣、永井衷共著 ミネルヴァ書房 1973
- 『アメリカ文学研究双書」山口書店

『アメリカ文学の自己形成 二十世紀のアメリカ文学1』編 1981
『アメリカ文学の自己発見 十九世紀末までのアメリカ文学』編 1981
『アメリカ文学の自己発展 二十世紀のアメリカ文学2』編 1982
『アメリカ文学の新展開 第二次世界大戦後の小説』編 1983
『アメリカ文学の新展開 第二次世界大戦後の詩・劇・批評等』編 1984

### 翻訳
- ウマル・ハイヤアム『ルバイヤアト ペルシアの詩』あぽろん社 1984

### 記念論集
- 『尾形敏彦・森本佳樹両教授退官記念論文集』山口書店 1985

## 参考
- 『人事興信録』1995
- 『エマスンとソーロウの研究』著者紹介